# Rhypholophus haemorrhoidalis
Rhypholophus haemorrhoidalis là một loài ruồi trong họ Limoniidae. Chúng phân bố ở miền Cổ bắc.